# Mei 2011
Dit artikel geeft een chronologisch overzicht van belangrijke gebeurtenissen per dag in de maand mei van het jaar 2011.

## Gebeurtenissen

### 1 mei
- Paus Johannes Paulus II wordt door zijn opvolger paus Benedictus XVI zalig verklaard.

### 2 mei
- In het Pakistaanse Abbottabad komt Osama bin Laden bij een vuurgevecht met Amerikaanse elitetroepen om het leven. (Lees verder)
- John Higgins wint het WK snooker voor de vierde keer in zijn carrière. In de finale is hij met 18-15 te sterk voor zevenvoudig winnaar Judd Trump.

### 3 mei
- De Conservative Party van zittend premier Stephen Harper haalt een absolute meerderheid bij Canadese parlementsverkiezingen. (Lees verder)

### 5 mei
- Schotse parlementsverkiezingen.
- In diverse steden in Syrië vinden massale arrestaties plaats om de demonstraties tegen het bewind van president Bashar al-Assad de kop in te drukken. (Lees verder)

### 6 mei
- In Benin behalen de partijen die president Yayi Boni steunen een absolute meerderheid bij parlementsverkiezingen. Voorheen beschikte de oppositie, die Boni's overwinning bij de presidentsverkiezingen van maart betwist, over een absolute meerderheid in de assemblee.

### 7 mei
- De PAP van premier Lee Hsien Loong blijft veruit de grootste partij na parlementsverkiezingen in Singapore, maar ziet de oppositie fors groeien.
- Een vliegtuig van de lokale maatschappij Merpati Nusantara Airlines stort neer in zee tijdens een vlucht van Sorong naar Kaimana in de Indonesische provincie West-Papoea; alle 27 inzittenden komen om. (Lees verder)

### 8 mei
- Op Niue behaalt huidig premier Toke Talagi bij parlementsverkiezingen de meeste stemmen in de nationale kieskring, waardoor wordt verwacht dat hij kan aanblijven als regeringsleider. Vier van de twintig parlementariërs worden vervangen. (Lees verder)

### 9 mei
- De Libris Literatuur Prijs gaat dit jaar naar Yves Petry. Het is de derde keer op rij dat een Vlaming de prijs ontvangt.
- Zittend president Idriss Déby wordt bij presidentsverkiezingen in Tsjaad herkozen met 88,7% van de stemmen, waardoor een tweede ronde niet nodig is. De voornaamste oppositiepartijen hadden zich uit protest tegen vermeende fraude teruggetrokken.
- Door onder andere wegverbredingen op de A2, A12, A58 en de Randweg Eindhoven is de filedruk in Nederland in de eerste vier maanden met 16,9% afgenomen ten opzichte van een jaar eerder.

### 10 mei
- In Japan zet premier Naoto Kan in op duurzame energie na het nucleaire ongeval in Fukushima.
- In Laos gaan bij parlementsverkiezingen 128 van de 132 zetels in het parlement naar de LRVP, de enige legale partij in het communistische land. De overige vier zetels worden gewonnen door onafhankelijken.
- Eerste halve finale Eurovisiesongfestival 2011.

### 11 mei
- In Micronesia wordt president Manny Mori door het parlement unaniem herkozen.
- Bij twee opeenvolgende aardbevingen in Lorca in de Spaanse regio Murcia komen tien mensen om het leven en wordt aanzienlijke materiële schade veroorzaakt. (Lees verder)
- Microsoft koopt voor 8,5 miljard dollar het VoIP-bedrijf Skype.

### 12 mei
- Tweede halve finale Eurovisiesongfestival 2011.

### 14 mei
- In het Duitse Düsseldorf winnen Ell & Nikki namens Azerbeidzjan met het nummer Running scared de finale van het Eurovisiesongfestival; zowel België als Nederland waren in de halve finales reeds uitgeschakeld.
- In New York wordt Dominique Strauss-Kahn, directeur van het IMF en beoogd presidentskandidaat van de Franse Parti Socialiste, gearresteerd op verdenking van aanranding.

### 15 mei
- AFC Ajax wint in de Amsterdam ArenA met 3-1 van FC Twente waardoor het voor de 30ste maal de Nederlandse landstitel behaalt.

### 16 mei
- Om 12.56 u UTC wordt STS-134, de laatste vlucht van spaceshuttle Endeavour, gelanceerd vanaf het Kennedy Space Center in de Amerikaanse staat Florida.

### 17 mei
- Racing Genk speelt met 1-1 gelijk in de Cristal Arena tegen Standard Luik waardoor het voor de 3de maal de Belgische landstitel behaalt.

### 18 mei
- Het Portugese FC Porto wint de UEFA Europa League 2010/11 door in de finale het eveneens Portugese SC Braga te verslaan met 1-0 in het Aviva Stadium te Dublin.

### 20 mei
- In New York wordt Dominique Strauss-Kahn, directeur van het IMF en beoogd presidentskandidaat van de Franse Parti Socialiste, op borgtocht vrijgelaten na verdenking van aanranding.
- In het Belgisch-Limburgse Maasmechelen worden drie stoffelijke overschotten aangetroffen in een door kogels doorzeefde bestelwagen. De politie gaat uit van een liquidatie.

### 22 mei
- The Tree of Life van de Amerikaanse regisseur Terrence Malick wint de Gouden Palm op het filmfestival van Cannes. De Belgische gebroeders Jean-Pierre en Luc Dardenne en de Turk Nuri Bilge Ceylan halen met respectievelijk Le gamin au vélo en Bir Zamanlar Anadolu'da de Grand Prix binnen.
- Bij lokale verkiezingen in Spanje verliest de socialistische PSOE van premier Zapatero aanzienlijk terrein. De verkiezingen gaan gepaard met belangrijke jongerenprotesten tegen de economische situatie en de heersende politieke klasse van het land.
- Dit jaar gaat de eerste prijs van de Koningin Elisabethwedstrijd naar de Zuid-Koreaanse sopraan Hong Haeran. De Belgische tenor Thomas Blondelle behaalt de tweede plaats.
- Huidig president James Michel van het socialistische FPPS wint de Seychelse presidentsverkiezingen met 55,4% van de stemmen, waardoor geen tweede ronde vereist is.

### 23 mei
- In Bremen, de kleinste Duitse deelstaat, lijdt de christendemocratische CDU van bondskanselier Angela Merkel een zware nederlaag bij deelstaatverkiezingen; haar liberale coalitiepartner FDP haalt zelfs de kiesdrempel niet. Winnaars zijn de drie grootste linkse partijen SPD, Bündnis 90/Die Grünen en Die Linke.
- In IJsland blijft de vulkaan Grímsvötn as spuwen, maar voorlopig is geen sprake van een sluiting van het Europese luchtruim.
- De leden van de Provinciale Staten kiezen de Eerste Kamer der Staten-Generaal in Nederland. CDA en VVD, die samen het kabinet-Rutte I vormen, halen samen met gedoogpartner PVV 37 zetels en hebben de zetel van SGP-senator Gerrit Holdijk nodig voor een meerderheid. (Lees verder)
- Bij Cypriotische parlementsverkiezingen houden de coalitiepartijen AKEL van premier Dimitris Christofias en DIKO vrij goed stand, maar de conservatieve oppositie van de DISY wint twee zetels en wordt daarmee alleen de grootste partij in het parlement.

### 25 mei
- De Nederlander Foppe de Haan tekent een contract als bondscoach van het Tuvaluaans voetbalelftal, een van de weinige nationale teams die nog geen lid zijn van de FIFA. De Haan zal in Tuvalu, een Polynesisch ministaatje, geen salaris ontvangen voor zijn werkzaamheden.
- De Belgische wielrenner Eddy Merckx mag zich nu doctor honoris causa noemen van de Vrije Universiteit Brussel.

### 26 mei
- In Servië wordt Ratko Mladić opgepakt. De voormalige Bosnisch-Servische generaal wordt sinds 1995 door het Joegoslavië-tribunaal gezocht voor genocide die hij gepleegd zou hebben tijdens de Bosnische Burgeroorlog.

### 30 mei
- Bij gemeenteraadsverkiezingen in Italië verliest de centrumrechtse PdL van premier Silvio Berlusconi fors; de partij moet onder meer in Milaan, de tweede stad van het land, de burgemeesterszetel afstaan aan centrumlinks.

### 31 mei
- Verschillende Europese landen worden getroffen door een uitbraak van de EHEC-bacterie in Duitsland.
- Vanuatu erkent de onafhankelijkheid van Abchazië.

## Overleden
<< · januari · februari · maart · april · mei · juni · juli · augustus · september · oktober · november · december · >>